# Alec McNair
Alec McNair (Bo'ness, 26 dicembre 1883 – Stenhousemuir, 18 novembre 1951) è stato un calciatore e allenatore di calcio scozzese, di ruolo difensore.

## Carriera

### Club
Dopo gli inizi nello Stenhousemuir, nel 1904 si trasferisce al Celtic. Con la maglia degli Hoops colleziona 641 presenze in 16 stagioni, classificandosi al sesto posto nella graduatoria per presenze all-time dei biancoverdi. Capitano tra il 1917 e il 1920, il suo palmarès è, ancora oggi, uno dei più decorati della storia del Celtic e del calcio scozzese, potendo vantare la vittoria di 12 campionati, sette coppe di Scozia e 8 Glasgow Cup.
Il 18 aprile 1925, in occasione dell'ultimo incontro giocato a livello professionistico (1-1 contro il Queen's Park), e con la maglia del Celtic, scende in campo a 41 anni e 128 giorni, divenendo il calciatore più anziano ad aver mai disputato un incontro ufficiale con i Bhoys.

### Nazionale
Tra il 1906 e il 1920 ha avuto anche l'occasione di vestire la maglia della nazionale scozzese, con la quale ha collezionato 20 presenze.

## Palmarès

### Giocatore

#### Competizioni nazionali
- Campionato scozzese: 12

Celtic: 1904-1905, 1905-1906, 1906-1907, 1907-1908, 1908-1909, 1909-1910, 1913-1914, 1914-1915, 1915-1916, 1916-1917, 1918-1919, 1921-1922
- Coppa di Scozia: 7

Celtic: 1906-1907, 1907-1908, 1910-1911, 1911-1912, 1913-1914, 1922-1923, 1924-1925
- Glasgow Cup: 8

Celtic: 1905-1906, 1906-1907, 1907-1908, 1909-1910, 1915-1916, 1916-1917, 1919-1920, 1920-1921